# Archivo de Indias
Glavni arhiv Indija (španjolski: Archivo General de Indias) je stara trgovačka burza (Casa Lonja de Mercaderes) u Sevilli, Španjolska, u kojoj se čuva iznimno vrijedan arhiv koji svjedoči o povijesti Španjolskog Carstva u Amerikama i Filipinima. Građevinu je u stilu talijanske renesanse dizajnirao Juan de Herrera i zbog svoje važnosti, ali i neobične arhitekture, upisana je 1987. godine, zajedno s Alcázarom i Katedralom u Sevilli, na UNESCO-ov popis mjesta svjetske baštine u Europi.

## Povijest
Građevinu je naručio Filip II., španjolski kralj 1572. godine, i to od graditelja njegove palače El Escorial,  Juana de Herrere, kako bi u njoj smjestio Savjet trgovaca Seville koji su se do tada sastajali u dvoranama katedrale kako bi raspravljali o poslovima u kolonijama. Što je kralj smatrao neprimjerenim.
Zgradu je započeo graditi Juan de Mijares, prema Herrerinim planovima, 1584. godine i počela se koristiti već 1598., što se može vidjeti po natpisu na sjevernoj fasadi. No, radovi na njoj su nastavljeni tijekom 17. stoljeća i dovršio ju je Pedro Sanchez Falconete.
Karlo III., španjolski kralj, je izdao dekret 1785. godine kojim je odredio da se u ovoj građevini smjesti novoosnovani arhiv "Savjeta Indija", kako bi se pod jednim krovom držala sva dokumentacija vezana za španjolske prekomorske kolonije, koji su do tada bili razasuti u više gradova. Ministar Indija, José de Gálvez y Gallardo, je u duhu prosvjetiteljstva odlučio kako će samo dokumente starije od 1760-ih smjestiti tu, a novije nastaviti smještati u starim arhivima, kako bi povjesničari mogli proučavati povijest španjolskog kolonijalnog carstva. Kako bi golema dokumentacija bila smještena 1785. godine proširena je Casa Lonja, a 1787. izgrađeno je masivno mramorno stubište.
Zgrada je detaljno obnovljena od 2002. do 2004. godine, za koje vrijeme nije korištena kao istraživačka knjižnica, a od 2005. godine je otpočeo proces digitalizacije njezinih 15 mlijuna stranica.

## Odlike
Zgrada zatvara veliko kvadratično dvorište s galerijama na dva kata čiji su prozori utopljeni kvadrati između plošnih pilastra. Iznad svakog prozora, kao ukras, nalaze se jednostavne kvadratne ploče. Zgradu na vrhu okružuje balustrada s obeliskom na svakom kutu. Na njoj nema skulpturalnih ukrasa, samo diskretni kontrast kamena i štuko dekoracija u obliku plitkih reljefa na pilastrima, i na pločama iznad svakog prozora.
Arhiv je bogata dokumentacija španjolskih kolonija od dolaska prvih konkvistadora do konca 19. stoljeća, uključujući dnevnik Kristofora Kolumba, mapa i planova kolonijalnih gradova i mnogi drugi važni, ali i usputni sitni dokumenti. U ovoj zgradi je papa Aleksandar VI. 1493. godine izdao bulu "Inter caetera" o podjeli Novog Svijeta između Španjolske i Portugala, a Miguel de Cervantes tražio je zaposlenje.
Danas se na njegovih devet kilometara polica čuva oko 43.000 svezaka i oko 80 milijuna stranica razne kolonijalne administracije.
- Pogled na Arhiv Indija s katedrale
- Atrij arhiva
- Barokno mramorno stubište
- Pogled na fasadu

## Vanjske poveznice
- Službene stranice Arhiva